# 西脇彩華
西脇彩華（1992年9月30日—），日本廣島縣出身，是一名隸屬於LesPros娛樂事務所的女藝人及偶像歌手，目前為團體9nine團員之一。西脇彩華是日本流行電音女子組合Perfume成員西脇綾香的妹妹。

## 經歷
西脇彩華在2005年（中學一年級時）加入LesPros娛樂事務所，成為其旗下女子組合9nine的成員之一。在三年間的活動後，西脇於2008年開始在組合活動外單獨發展歌手事業，並與石井秀仁的電音樂隊「GOATBED」合作推出專輯《Ordinary Venus》，同時也有限度參演業餘電影。2011年，西脇畢業自堀越高等学校，並考進東京藝術大学。同年4月起，擔任FM NACK5「STROBE NIGHT!」電台節目的主持人，節目每週播放5小時。其後，再於同年的8月17日起擔任在NICONICO網站上定期播放的新音樂節目「說話偶像」（しゃべれるアイドル）主持人。
2014年3月20和21日，9nine在廣島與Perfume共同出席演唱會「Perfume FES!!2014」，是西脇彩華首次有機會與姐姐西脇綾香在同一舞台上共演，兩人在演唱會後段互相穿上對方團體的服裝，分別演出歌曲《SPICE》和《SHINING☆STAR》，並一同演唱Perfume的歌曲《Puppy love》，引起傳媒廣泛報道。次月，由於西脇早前主持的NICONICO節目「說話偶像」播放完畢，她轉到另一個以K-POP為主題的新節目「亞洲CLUES」（アジアンクルーズ），與南韓組合「Code-V」（韓語：코드브이）成員「Sol」（솔）共同擔任主持人，而此節目於同年12月完結。10月3日，西脇開始為J:COM電視台主持音樂節目《MUSIC GOLD RUSH》。

## 人物
- 廣島市出身，家中有一兄一姊[11]。
- 擅長唱歌和跳舞，興趣是看電影[11]。
- 一直以SPEED作為努力的目標[11]。
- 作為9nine成員的夢想是「9nine能夠成為一個所有人都喜歡的音樂團體」[11]。
- 視家庭和9nine所有成員為最珍重的寶物[11]。
- 暱稱「Cha-pon」（ちゃあぽん）是媽媽想出來讓全家人稱呼她的一個名字，沒有特別含義[12]。

## 出演

### 電視劇
- 藤子・F・不二雄的平行空間（日语：藤子・F・不二雄のパラレル・スペース） 第5集 「征地球論（日语：征地球論）」（2008年11月28日、WOWOW）飾演 友美[13]
- 好好!殭屍女孩〜東京電視台戰記〜（2012年10月12日－12月21日、東京電視台）飾演 西脇彩華（本人）[14]

### 其他
- 萌吧！ANGEL-chan（萌えろ！！エンジェルちゃん）（2012年6月22日、NICONICO）嘉賓
- 說話偶像（しゃべれるアイドル）（2012年8月17日－2014年3月10日、NICONICO）
- NICONICO直播 音樂節目頒獎禮2013（ニコニコ生放送 音楽番組アワード2013）（2013年12月14日、NICONICO）助理MC
- 亞洲Cruise（アジアンクルーズ）（2014年4月21日－12月15日、NICONICO）

### 電影
- 令人討厭的松子的一生（2006年、東宝）飾演 合唱團團員
- second coming（2008年、東京藝術大学）飾演 學生
- 從那邊來的信（彼方からの手紙）（2008年、東京藝術大学）飾演 MIKA（ミカ）[3]

### 綜藝節目
- 體驗！媒體的ABC（日语：体験!メディアのABC）（2004年、NHK教育）
- JCHECK!（Jチェキ!）（2004年－2009年、ENTER!371（日语：エンタ!959））
- Chu's DAY漫畫 武士研究所！（日语：チュー'sDAYコミックス 侍チュート!）（2009年11月10日、TBS）
- UKIUKI！MIX GIRL（日语：うきうき!MIXガール）（PigooHD（日语：アイドル専門チャンネルPigoo）、ENTER!371）#1（2010年4月）、#3（6月）、#4（7月）、#5（8月）、#7（10月）、#8（11月）、#10（2011年1月）、#11（2月）、#12（3月）嘉賓
- HEY!HEY!HEY!（2011年8月1日、10月10日、富士電視台）
- 祝！新成人選擇我推的歌曲！！（祝!新成人が選ぶ私の推し曲!!）（2012年1月14日、SPACE SHOWER TV PLUS）
- 中居正廣的怪談圖書館（日语：中居正広の怪しい噂の集まる図書館）（2012年2月28日、朝日電視台）
- 笨蛋！喜歡！（日语：あほやねん!すきやねん!）（2012年5月31日、NHK大阪）嘉賓
- 國民總參加問答SHOW!QB47（国民総参加クイズSHOW!QB47）（2013年12月29日、NHK）廣島縣代表
- MUSIC GOLD RUSH（2014年10月3日－、J:COM（日语：ジュピターテレコム））主持[10]

### 舞台
- 中野布龍契約（日语：中野ブロンディーズ）（2011年10月6日－10日、陽光劇場（日语：サンシャイン劇場）、2011年10月19日－22日、新神戶東方劇場（日语：新神戸オリエンタルシティ））飾演 音木

### 廣告
- Takara（2006年）

### 雜誌
- Petit Birthday（プチバースディ）（2003年、實業之日本社（日语：実業之日本社））
- melon（日语：melon）（2004年、2005年、祥傳社）
- Lemon Teen（2005年、BAUHAUS）
- Hana★chu→（日语：Hanachu）（2005年、主婦之友社）

## 作品

### CD專輯
- 「ORDINARY VENUS」名義
  - 《ORDINARY VENUS》（日本勝利娛樂 2008年12月17日發行：B001IK93EK）

## 外部連結
- lespros官方個人資料（日語）
- 9nine OFFICIAL SITE 9nine歌迷會（日語）
- 西脇彩華官方網誌 （页面存档备份，存于）（日語）
- 西脇彩華 (9nine)的X（前Twitter）（日語）（2010年10月10日－）